# Métier à tresses
Pour les articles homonymes, voir métier.
Un métier à tresses ou machine à tresser est une machine à tisser spécialisée dans la fabrication de tresses, cordes et lacets, via un entrelacement oblique.

## Histoire
En 1748, un anglais de Manchester, Thomas Waldford, invente la première machine à tresser.
Celle-ci est perfectionnée par un Allemand de Barmen, Bockmüll, qui construit un métier à lacets en fer. L'intérêt de ces métiers est « qu’une seule personne [les] faisait mouvoir et que, chaque jour, chacun d’eux produisait une centaine d'aunes de lacets ».
En 1783, un Français de Laigle, Perrault, perfectionne ce métier et le fabrique en bois. Il réalise un métier à treize fuseaux dont une des caractéristiques est l'arrêt dès qu’un fil casse. Le 7 février 1784 des lettres patentes lui sont accordées pour celui-ci. Son dépôt officiel, avec le modèle allemand en fer[pertinence contestée],  a lieu en 1785 à l'hôtel de Mortagne à Paris. Après la Révolution, il rejoint le Conservatoire des arts et métiers.
Charles-François Richard s'intéresse à la fabrication de lacets. En janvier 1807 Joseph de Montgolfier, démonstrateur au Conservatoire, lui montre le modèle de Perrault. Il en transporte trois à Saint-Chamond dans la Loire. L'amélioration de ce modèle et l'adjonction d'une force motrice à vapeur est à l'origine de l'industrie des lacets dont Saint-Chamond acquiert le quasi-monopole au début de l'Empire, vers 1804.
Il existe encore une entreprise dans la Loire ayant un parc de machines à tresser de Saint-Chamond. Basée à Sainte-Sigolène, elle est labellisée entreprise du patrimoine vivant et a été rachetée fin 2013 par la Société choletaise de fabrication, elle-même labélisée entreprise du patrimoine vivant.

## Musées
Situé à La Terrasse-sur-Dorlay dans le département de la Loire en région Auvergne-Rhône-Alpes, il est construit sur l'emplacement d'un ancien moulin à eau dont l'existence est attesté dès le début du XVIe siècle, un moulinage, suivi d'une fabrique de tresses et lacets, au XIXe siècle. Depuis 1993, est aménagé un musée atelier : la Maison des tresses et lacets. Il s'agit d'une ancienne usine, bâtie au lieu-dit « le Moulin Pinte », sur les bords de la rivière le Dorlay, afin d'utiliser la force hydraulique de cet affluent du Gier. Elle fait partie des animations et opérations de conservation du parc naturel régional du Pilat.
Une roue à augets de six mètres de diamètre apportait la puissance nécessaire au fonctionnement de sept-cents métiers à tresses fabriquant de nombreux types de tresses, rubans et lacets. Du début du XIXe siècle au milieu du XXe siècle, cette fabrique employait soixante ouvrières. À présent, ce lieu permet d'entretenir la mémoire de cette industrie, les machines fonctionnent et fabriquent tresses, croquets, galons, rubans et autres accessoires de mode.